# Britta Näpel
Britta Näpel (née le 16 février 1966 à Langenhagen) est une cavalière handisport allemande de dressage.

## Biographie
Britta Näpel commence à monter à cheval à 14 ans. Elle est particulièrement active en tant que cavalière de concours complet. En 1998, elle s'empoisonne avec des insecticides ; une conséquence grave est une paraplégie spastique familiale, en particulier au niveau des jambes et du tronc. En 2002, elle reprend l'équitation dans le cadre de l'équithérapie. Un an plus tard, elle participe au dressage handisport.
Britta Näpel est affectée à la classe de compétition niveau III (avant 2016, niveau II). Pour l'aider, elle monte avec deux badines et des étriers spéciaux qui empêchent ses pieds de glisser.
Näpel est professeur d'équitation et vit à Wonsheim, où elle dirige un centre d'équitation thérapeutique. Son entraîneur personnel est la cavalière de dressage allemande Uta Gräf, elle est également entraînée par l'entraîneur national respectif pour les grandes compétitions.
En 2003, elle remporte sa première médaille nationale, le bronze.
Aux Jeux paralympiques de 2004 à Athènes, elle remporte une médaille d'argent dans l'épreuve par équipes et concourt dans les épreuves individuels de reprise libre et général.
Aux Jeux paralympiques de 2008 à Hong Kong, elle remporte la médaille d'or de l'épreuve générale, la médaille de bronze dans l'épreuve de reprise libre et à nouveau la médaille d'argent de l'épreuve par équipes.
Aux Jeux paralympiques de 2012 à Londres, elle remporte les médailles d'argent des épreuves de reprise libre et générale et à nouveau la médaille d'argent de l'épreuve par équipes.

## Palmarès
- Jeux paralympiques:
  - Jeux paralympiques de 2004 à Athènes : avec Loverboy, médaille d'argent par équipe.
  - Jeux paralympiques de 2008 à Hong Kong : avec Cherubin médaille d'or de l'épreuve générale, médaille de bronze dans l'épreuve de reprise libre, médaille d'argent de l'épreuve par équipes.
  - Jeux paralympiques de 2012 à Londres : avec Aquilina médailles d'argent des épreuves de reprise libre et générale, médaille d'argent de l'épreuve par équipes.

- Jeux équestres mondiaux :
  - 2007, Hartpury : avec Durbridge médaille d'argent de l'épreuve de reprise libre, médaille d'or de l'épreuve générale, médaille d'argent par équipe
  - Jeux équestres mondiaux de 2010 à Lexington (Kentucky) : avec Aquilina médaille d'argent de l'épreuve de reprise libre, 7e de l'épreuve générale, médaille d'argent par équipe

- Championnats d'Europe
  - 2005, Sóskút : avec Billy the Kid 5e de l'épreuve de reprise libre, médaille d'argent de l'épreuve générale, médaille d'argent par équipe
  - 2009, Kristiansand : avec Invisible Touch médaille de bronze de l'épreuve de reprise libre, médaille de bronze de l'épreuve générale, médaille d'argent par équipe
  - 2011, Moorsele : avec Aquilina médaille d'argent de l'épreuve de reprise libre, médaille d'argent de l'épreuve générale, médaille de bronze par équipe

- Championnats d'Allemagne :
  - 2003, Lingen : avec Loverboy médaille de bronze
  - 2004 : avec Loverboy médaille d'argent
  - 2005, Aubenhausen :  avec Billy the Kid médaille d'argent
  - 2006, München :  avec Billy the Kid médaille d'or
  - 2007, Mannheim :  avec Durbridge médaille d'or
  - 2008, Berlin :  avec Durbridge médaille d'argent
  - 2009, Berlin :  avec Invisible Touch médaille de bronze
  - 2010, Berlin :  avec Aquilina médaille d'argent
  - 2011, Überherrn :  avec Aquilina médaille d'or
  - 2012, Überherrn :  avec Aquilina médaille d'argent

## Distinctions
En novembre 2012, elle reçoit la Silbernes Lorbeerblatt avec 163 autres athlètes.
Sur proposition du groupe parlementaire SPD de Rhénanie-Palatinat, elle est élue membre de la 17e Assemblée fédérale.